# Майзель, Михаил Гаврилович
Михаил Гаврилович Майзель (5 марта 1899, Витебск — 4 ноября 1937, Сандармох) — советский литературовед, критик и педагог, известен как один из возможных прототипов барона Майгеля в романе «Мастер и Маргарита» Михаила Булгакова.

## Биография
Родился в Витебске в еврейской семье. Во время Гражданской войны служил в политотделе Западного фронта, политотделе 6-й отдельной армии, политуправлении Петроградского военного округа.
Затем был политработником на строительстве Хибиногорска.
Заведующий критическим отделом журнала «Литературный современник». Ректор Рабочего литературного университета (РЛУ) при Ленинградском отделении Союза советских писателей, доцент Ленинградского историко-лингвистического института. Входил в ЛАПП, затем в «Литфронт». В 1934 году — делегат Первого съезда советских писателей. Кандидат в члены ВКП(б) в 1932—1936 гг.
Место проживания: Ленинград, наб. канала Грибоедова, д. 9, кв. 50.
Майзель был арестован 6 ноября 1936 года в составе группы ленинградских литераторов, которую, якобы, возглавлял Георгий Горбачёв (критики Анна Бескина, Зелик Штейнман, Евгения Мустангова, прозаик Леонид Грабарь-Шполянский). 3 сентября 1936 года Ольга Берггольц писала в дневнике:

Положение вообще в Союзе не из веселых, по партлинии много исключений, арестов и т. д. «Иду по трупам?» Нет, делаю то, что приказывает партия. Совесть в основном чиста. А мелкие блошиные угрызения, вероятно, от интеллигентщины. По «человечеству» жаль Левку Цырлина, Женьку Мустангову, Майзеля, но понимаешь, что иначе нельзя. Ведь действительно, ни Женька, ни Майзель не поступали так, как должны были поступать — не отмежевались, не прокляли Горбачёва, а когда я подумаю, что была с этой мразью 31 ноября 1934 г. на Свири, на одной эстраде, в одном купе, и 1 декабря, когда убили Кирова, а он знал, вероятно, о том, что готовится в Ленинграде, — я сама себе становлюсь мерзка.
Арестованные были осуждены выездной сессией Военной коллегии Верховного суда СССР в Ленинграде 23 декабря 1936 г. как «участники троцкистско-зиновьевской террористической организации, осуществившей 1 декабря 1934 г. злодейское убийство С. М. Кирова и подготавливавшей ряд террористических актов против руководителей ВКП(б) и советского правительства». Судебное заседание длилось с 22 часов 25 минут 23 декабря до 00 часов 15 минут 24 декабря 1936 г.
Осужден по ст. ст. 17-58-8, 58-11 УК РСФСР на 10 лет тюрьмы. Отбывал наказание в Соловецкой тюрьме особого назначения. Особой тройкой УНКВД ЛО 10 октября 1937 г. приговорен к высшей мере наказания. Расстрелян в Карельской АССР (Сандармох) 4 ноября 1937 г. Реабилитирован посмертно в 1956 году.

## Семья
Жена — Евгения Марковна Гольдельд-Карова (1897—?). Падчерица — Ксана Дмитриевна Карова.

## Творчество
Автор книг «Страницы из революционной истории финляндского пролетариата» (1928), «Новобуржуазное течение в советской литературе» (1929), «Краткий очерк современной русской литературы» (1931), предисловие к книге В. Виноградова о заводе "Красный путиловец" «Линия наибольшего сопротивления» (1931), «Вячеслав Шишков: критический очерк» (1935).
В начале 1930-х годов написал ряд критических статей о творчестве Михаила Булгакова, в которых обвинял его в непринятии революции и в «апологетическом отношении к дореволюционному прошлому».

В сочинениях… М. Г. Майзеля, — пишет М. Золотоносов, — Булгаков неизменно характеризовался как представитель «новобуржуазного направления», художественного «шульгинизма». Именно М. Г. Майзель использовал применительно к Булгакову слово «апология» («апология чистой белогвардейщины»)… Возможно, что писатель что-то знал о доносительстве (в прямом смысле слова) Майзеля, если назначил на роль доносчика именно его. Знал, вероятно, Булгаков и об аресте Майзеля в период «большого террора»"..